# Kamik od Oključne
Kamik od Oključne je hrid u Viškom otočju, pored uvale Oključna, oko 60 metara od sjeverne obale otoka Visa.
Površina hridi iznosi 2073 m2, a iz mora se uzdiže oko 10 metara.